# Hans Haggenberg
Hans Haggenberg (* um 1450; † um 1515 in Winterthur) war ein Schweizer Maler aus Winterthur. Er gilt als Schlüsselfigur der spätgotischen Malerei in der Ostschweiz.

## Leben
Hans Haggenberg kam um 1450 zur Welt. Er wurde 1471 erstmals in Winterthurer Steuerbüchern erwähnt. Er stammt von einem eingebürgerten Zweig eines Dienstadelsgeschlechts vom Hof Haggenberg bei Elgg ab. Sein Atelier befand sich nach seinem Auszug bei seiner Mutter im Haus «Zum Hintern Waldhorn» in Winterthur, das heute an der Technikumstrasse 26 liegt.
Bereits 1469/1470 trat er in den Dienst des St. Galler Abtes Ulrich Rösch. Dort war er mindestens bis 1488 angestellt. In dieser Zeit schuf er das einzige mit Sicherheit ihm zugeschriebene Werk, die Ergänzungen hinteren Teil des Wappenbuches Codex Haggenberg (Codex Sangallensis 1084) der Stiftsbibliothek St. Gallen. Im Buch bezeichnet er sich als Autor des Werkes und als Bürger von St. Gallen. Es enthält 1626 Wappen meist schwäbischer Familien. Zugeschrieben während dieser Zeit werden ihm aufgrund stilistischer Ähnlichkeiten auch ein Gebetbuch von Abt Rösch (Codex 285 der Stiftsbibliothek Einsiedeln) und Wandmalereien im Hallenchor des 1483 vollendeten St. Galler Münsters sowie Wandmalereien in der äbtlichen Residenz im Hof zu Wil.
Nach seiner Zeit, in der er vorwiegend im Dienst des St. Galler Abtes gestanden hatte, schuf Haggenberg wohl einiges an ihm zugeschriebenen Wand- und Wappenmalereien, vorwiegend in Kirchen. Die bedeutendste dieser Wandmalereien ist in der ehemaligen Heiligkreuzkirche (heute evangelisch-reformierte Pfarrkirche) in Wiesendangen, welche die Heiligkreuz-Legende in einem Credozyklus von 21 Bildern darstellt.
1475 oder später wurde er Mitglied des Grossen Rates und des Stadtgerichtes in Winterthur. (Das Historische Lexikon der Schweiz (HLS) spricht von spätestens 1477 beim Grossen Rat und 1483 beim Stadtgericht. 1475 ist das im Künstlerlexikon SIKART erwähnte Jahr.) Er war Mitglied der Rechnungsprüfungskommission und deren Fürsprecher. Das von ihm 1494 in der Stadtkirche Winterthur gemalte Winterthurer Wappen ist das erste bekannte Stadtwappen in Farbe.
1511 (HLS) bzw. 1515 (SIKART) wird Haggenberg das letzte Mal in den Steuerbüchern von Winterthur aufgeführt. Er hinterliess mit Lux Haggenberg einen Sohn, der ebenfalls als Künstler tätig war, über ihn ist aber praktisch nichts bekannt.

## Werke
Folgende Werke werden Haggenberg zugeschrieben:
- 1482: Wandmalereien im Chorgewölbe der Pfarrkirche Veltheim, Winterthur.[3]
- 1483: Wandmalereien im Hallenchor des St. Galler Münsters.
- bis 1488: Wandmalereien in der äbtlichen Residenz, Hof zu Wil, Wil SG.
- bis 1488: Gebetbuch von Abt Ulrich, Einsiedler Stiftsbibliothek
- 1488: Wappenbuch, St. Galler Stiftsbibliothek (gesichert)
- 1488: Wandmalereien am Chorbogen der Pfarrkirche in Pfäffikon
- 1490: Ausmalung des Kreuzgangs des ehem. Kloster Töss, Winterthur
- 1490–1492: Dominikanerstammbaum auf einer Altarrückwand (heute im Schweizerischen Landesmuseum).
- 1492: Chorbereich der ehem. Klosterkirche Rüti
- 1493: Wappenmalerei in der Sakristei der Stadtkirche Winterthur[3]
- 1494: «Sgraffiti» (Wandmalerei) im Haus zum Hinteren Waldhorn, Winterthur
- 1496–1498: Wandmalereien in der Heiligkreuzkirche (heute evangelisch-reformierte Pfarrkirche) in Wiesendangen
- unbekannt: Ausschmückung eines Fensters in der Unteren Vogtstube im Schloss Hegi, Winterthur[3]